# HC Meteor Třemošná
HC Meteor Třemošná (celým názvem: Hockey Club Meteor Třemošná)  je český klub ledního hokeje, který sídlí v Třemošné v Plzeňském kraji. Založen byl v roce 2003. Od sezóny 2018/19 do 2023/24 působil v Západočeském krajském přeboru, později v Plzeňské a Karlovarské krajské lize, čtvrté české nejvyšší soutěži ledního hokeje. Klubové barvy jsou modrá, žlutá a bílá.
V sezoně 2007/08 se tehdejšímu týmu SKHP Meteor Třemošná podařilo vyhrát A třídu Krajské soutěže mužů Plzeňska, což jim zajistilo postup do Krajské ligy, ve které jako nováček v sezoně 2008/09 překvapivě slavil titul. V sezoně 2010/11 se tým přejmenoval na KHL Meteor Třemošná. Od sezony 2024/25 se klub nepřihlásil do krajské ligy mužů, organizuje pouze mládež.
Své domácí zápasy odehrává na zimním stadionu Třemošná s kapacitou 150 diváků.

## Historické názvy
Zdroj: 
- 2003 – SKHP Meteor Třemošná
- 2010 – KHL Meteor Třemošná
- 2021 – HC Meteor Třemošná

## Přehled ligové účasti
Stručný přehled
Zdroj: 
- 2008–2009: Plzeňský krajský přebor (4. ligová úroveň v České republice)
- 2009–2018: Plzeňská krajská liga (4. ligová úroveň v České republice)
- 2018–2024 : Západočeský krajský přebor (4. ligová úroveň v České republice)

Jednotlivé ročníky
Zdroj: 
Legenda: ZČ - základní část, červené podbarvení - sestup, zelené podbarvení - postup, fialové podbarvení - reorganizace, změna skupiny či soutěže
| Česko (2008 – ) |                            |           |           |                                        |                     |
| Sezóny          | Soutěž                     | Úroveň    | ZČ        | Play-off, nadstavba, sk. o udržení...  | Poznámky            |
| 2008/09         | Plzeňský krajský přebor    | 4. úroveň | 1. místo  | Vítěz; odmítnutí kvalifikace o 2. ligu | Změna názvu soutěže |
| 2009/10         | Plzeňská krajská liga      | 4. úroveň | 2. místo  | Zápas o 5. místo (prohra)              |                     |
| 2010/11         | Plzeňská krajská liga      | 4. úroveň | 5. místo  |                                        |                     |
| 2011/12         | Plzeňská krajská liga      | 4. úroveň | 4. místo  |                                        |                     |
| 2012/13         | Plzeňská krajská liga      | 4. úroveň | 5. místo  | Čtvrtfinále                            |                     |
| 2013/14         | Plzeňská krajská liga      | 4. úroveň | 10. místo |                                        |                     |
| 2014/15         | Plzeňská krajská liga      | 4. úroveň | 7. místo  |                                        |                     |
| 2015/16         | Plzeňská krajská liga      | 4. úroveň | 6. místo  |                                        |                     |
| 2016/17         | Plzeňská krajská liga      | 4. úroveň | 7. místo  |                                        |                     |
| 2017/18         | Plzeňská krajská liga      | 4. úroveň | 6. místo  | Semifinále                             | Reorganizace        |
| 2018/19         | Západočeský krajský přebor | 4. úroveň | 8. místo  | Semifinále, PL divize                  |                     |
| 2019/20         | Západočeský krajský přebor | 4. úroveň |           |                                        |                     |